# Kandelia obovata
Kandelia obovata Sheue, Liu & Yong, 2003 è una pianta tropicale della famiglia Rhizophoraceae, costituente delle mangrovie di Cina e Giappone.

## Tassonomia
Kandelia è stato a lungo ritenuto un genere monotipico, con un'unica specie, K. candel, nonostante fossero note da tempo differenze nel numero cromosomico tra le popolazioni giapponesi e quelle indiane, rispettivamente 2n=36 e 2n=38.

I risultati di recenti studi molecolari hanno definitivamente chiarito che le popolazioni più settentrionali di "K. candel" sono in realtà ad una entità differente, che è stata denominata per l'appunto K. obovata, in riferimento alla forma delle sue foglie.

## Descrizione

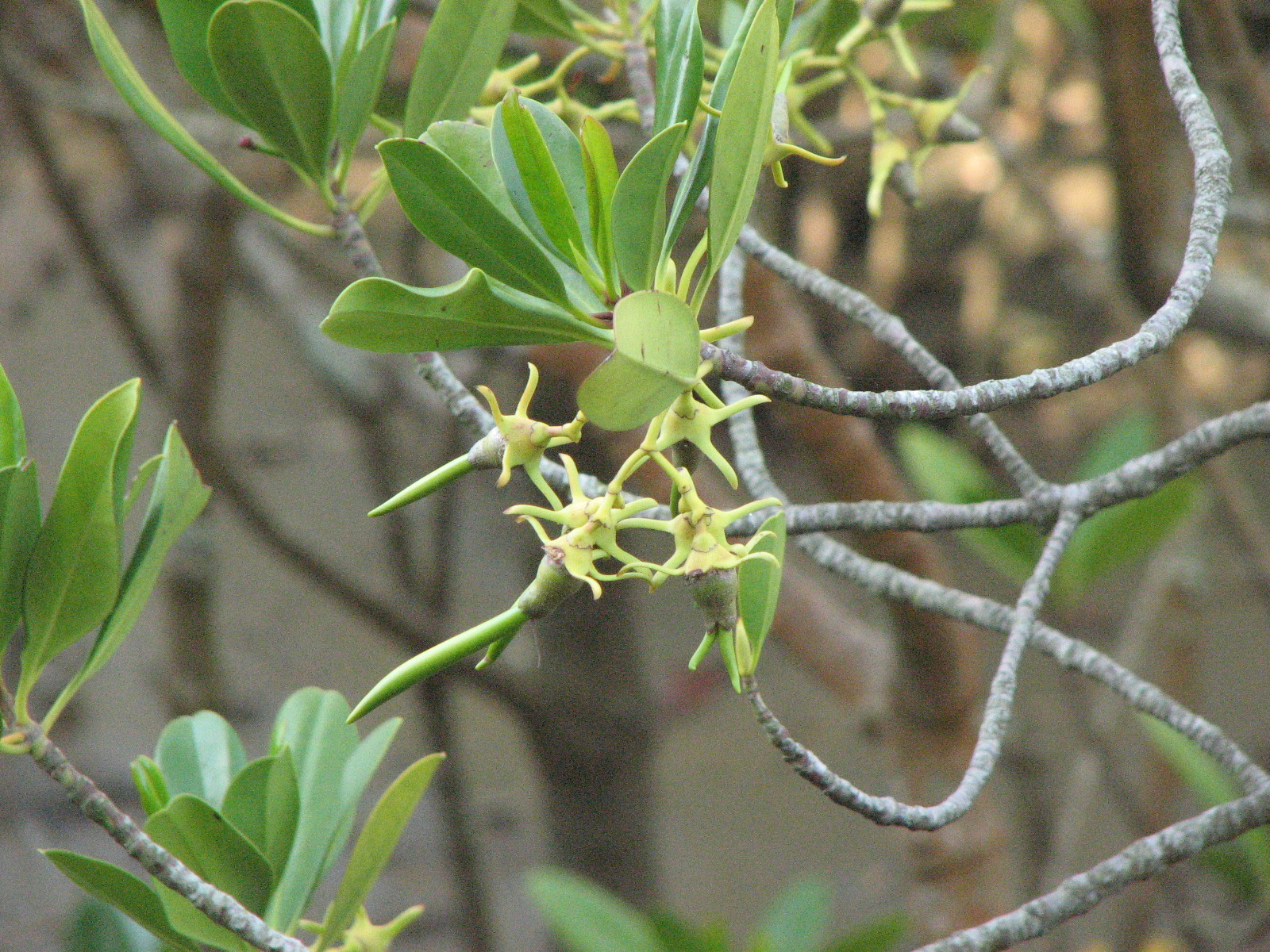
Frutti di K. obovata con ipocotili

Si tratta di arbusti o piccoli alberi alti sino a 7 m, con fusto eretto, ricoperto da una corteccia liscia di colore dal grigio al bruno-rossastro.

Le foglie sono ellittiche o obovate, con 6–8 paia di venature laterali. Hanno apice ottuso e base cuneata e sono sorrette da un corto picciolo.

I fiori sono riuniti in esili infiorescenze ascellari, lasse, con un peduncolo lungo 3–5 cm. I sepali sono di colore bianco; gli stami sono numerosi e filamentosi, lunghi sino a 15 mm. Le antere sono di colore rosa intenso e lunghe 1.2–1.8 mm.

I frutti, lunghi 1,5–2 cm, sono avvolti da due sepali persistenti. A maturazione sviluppano un ipocotile fusiforme, lungo sino a 40 cm.

K. obovata è in grado di resistere a temperature più rigide di quanto non faccia la sua congenere K. candel.

## Distribuzione e habitat
Areale di K. obovata
     Areale di K. candel

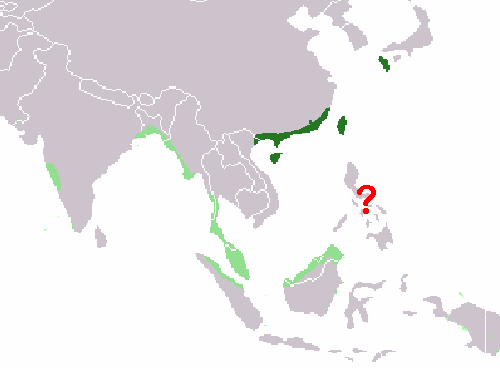
Areale di K. obovata
Areale di K. candel

Kandelia obovata ha un areale che si estende a nord del mar Cinese meridionale, comprendendo le aree costiere del Vietnam meridionale, delle provincie cinesi di Hainan, Hong Kong, Guangdong e Fujian, l'isola di Taiwan e le isole Ryukyu.
Come tutte le mangrovie tollerano un alto grado di salinità e prediligono le aree costiere in prossimità degli estuari dei fiumi.